# Там, у темній річці
«Там, у темній річці» (англ. Once_Upon_a_River) — третій роман британської письменниці Діани Сеттерфілд, опублікований у 2018 році. Сюжет розгортається навколо таємничої дівчинки, що повертається до життя після того, як потонула в річці Темзі. Книга одержала відзнаки за детальне зображення персонажок, персонажів і сильну оповідь.

## Натхнення
Перше натхнення для цієї історії прийшло до Сеттерфілд зі справжніх розповідей про людей, які пережили холодовий шок після падіння в річку і здавалися мертвими. Атмосфера та дії роману були натхненні пабами та їхніми відвідувачами, що оточували рідне містечко письменниці. Прототипом містера Армстронга став її рідний дідусь, а незнайомець Генрі Даунт, що приносить з собою непритомну дівчинку, натхненний фотографом Генрі Тонтом (1842-1922), що жив в Оксфорді.

## Зміст
У дощову ніч поранений незнайомець приносить тіло дівчинки до пабу «Лебідь» в Редкоті (Оксфордшир), де дитина оживає. Сюжет оповідає про різних персонажів книжки, які цікавляться долею дівчинки і вважають її своєю зниклою родичкою. Так, подружжя Воґан вважають її своєю донькою, що її викрали два року тому, Армстронги вбачають у дитині онучку з незаконних стосунків їхнього сина, а Лілі Вайт сподівається, що німа дівчинка – її сестра. Події відбуваються у вікторіанську епоху в Англії, роман починається з дня зимового сонцестояння 1887 року.

## Публікації
Вперше книга була надрукована в грудні 2018 року видавничою компанією Doubleday. 2020 року українською роман переклала Дар'я Москвітіна для видавництва «Книжковий клуб: Клуб сімейного дозвілля».

## Відзнаки та нагороди
Книга отримала позитивні відгуки за потужні описи героїв і яскраву оповідь.
The Washington Post високо оцінили «приголомшливу прозу» роману.
«Там, у темній річці» стала книгою місяця в грудні 2019 року за версією The Times.
Від The Historical Writers Association книжка отримала Золоту Корону в 2019 році.